# Gayo Lues
Gayo Lues ist ein Regierungsbezirk (Kabupaten) im Inneren der Provinz Aceh im Norden der indonesischen Insel Sumatra.
Mit einer Fläche von 5.541,28 Quadratkilometer ist er der größte Regierungsbezirk der Provinz, hat aber mit 102.893 Einwohnern (Stand Mitte 2023) nur eine sehr geringe Bevölkerungsdichte.
Der Binnenbezirk erstreckt sich zwischen  3°40′ und 4°17′ n. Br. sowie zwischen 6°43′ und 97°55′ ö. L. Gayo Lues hat sehr viele Nachbarbezirke und grenzt im Osten an den Kabupaten Aceh Tamiang, im Südwesten an Langkat (Provinz Sumatra Utara), im Süden an Aceh Tenggara, im Südwesten an Aceh Selatan, im Westen an Aceh Barat Daya, im Nordwesten an Nagan Raya sowie im Norden (westlich) an Aceh Tengah und im östlichen Norden an Aceh Timur.
Gayo Lues nennt sich auch „Land der tausend Hügel“ (Negeri Seribu Bukit).
Verwaltungssitz ist Blangkejeren im Zentrum des Bezirks. Von hier aus werden Touren in den nördlichen Teil des Gunung-Leuser-Nationalparks angeboten.

## Verwaltungsgliederung
Administrativ unterteilt sich Gayo Lues in 11 Unterbezirke oder Distrikte (indonesisch Kecamatan) mit 148 Dörfern (indonesisch Gampong oder Kampung) mit 497 Weilern (indonesisch Dusun). Sie sind in 25 Mukim (Aceh) (auch Kemukiman) zusammengefasst. Mehrere Dörfer bilden ein Mukim, eine Sonderverwaltungseinheit, die in Indonesien nur in Aceh existiert.
| Code 1   | Kecamatan Distrikt | Ibu Kota Verwaltungssitz | Fläche (km²) | Einw. 2010 2 | Volkszählung 2020 | Volkszählung 2020 | Volkszählung 2020 | Anzahl der | Anzahl der   |
| Code 1   | Kecamatan Distrikt | Ibu Kota Verwaltungssitz | Fläche (km²) | Einw. 2010 2 | Einw. 3           | 0Dichte 40        | Sex Ratio 5       | Gam- pong  | Mukim/ Dusun |
| -------- | ------------------ | ------------------------ | ------------ | ------------ | ----------------- | ----------------- | ----------------- | ---------- | ------------ |
| 11.13.01 | Blangkejeren       | Blangkejeren             | 166,06       | 24.434       | 31.180            | 187,8             | 100,09            | 22         | 3/77         |
| 11.13.02 | Kuta Panjang       | Kuta Panjang             | 269,53       | 7.330        | 9.365             | 34,7              | 99,85             | 12         | 2/45         |
| 11.13.03 | Rikit Gaib         | Ampa Kolak               | 264,08       | 3.770        | 4.525             | 17,1              | 95,55             | 13         | 2/43         |
| 11.13.04 | Terangun           | Terangun                 | 671,80       | 7.953        | 9.551             | 14,2              | 101,71            | 25         | 4/77         |
| 11.13.05 | Pining             | Pining                   | 1.350,09     | 4.320        | 5.112             | 3,8               | 102,70            | 9          | 2/37         |
| 11.13.06 | Blang Pegayon00    | Cinta Maju               | 272,18       | 5.099        | 6.406             | 23,5              | 103,17            | 12         | 2/33         |
| 11.13.07 | Puteri Betung      | Gumpang                  | 996,85       | 6.607        | 9.142             | 9,2               | 103,07            | 13         | 2/45         |
| 11.13.08 | Dabun Gelang       | Badak Bur Jumpe          | 444,71       | 5.277        | 6.773             | 15,2              | 98,97             | 11         | 2/32         |
| 11.13.09 | Blang Jerango      | Buntul Gemuyang          | 382,42       | 6.379        | 7.355             | 19,2              | 101,84            | 10         | 2/37         |
| 11.13.10 | Tripe Jaya         | Rerebe                   | 437,13       | 4.910        | 5.785             | 13,2              | 101,64            | 10         | 2/40         |
| 11.13.11 | Pantan Cuaca       | Kenyaran                 | 295,06       | 3.481        | 4.338             | 14,7              | 107,16            | 11         | 2/31         |
| 11.13    | Kab. Gayo Lues     | Kab. Gayo Lues           | 5.549,91     | 79.560       | 99.532            | 17,9              | 101,05            | 148        | 25/497       |

## Demographie
Zur siebten Volkszählung im September 2020 (indonesisch Sensus Penduduk – SP2020) lebten in Gayo Lues 99.532 Menschen, davon 49.506 Frauen (49,74 %) und 50.026 Männer (50,26 %). Gegenüber dem letzten Census (2010) wurde die Rate umgedreht, der Frauenanteil sank um 0,50 % (39.586 Männer ÷ 39.974 Frauen).
Vorherrschende Religion ist der Islam, der Anteil der Christen ist mit 0,33 Prozent (Dezember 2022: 314 Protestanten, 28 Katholiken) unbedeutend.
Der überwiegende Teil der Bewohner lebt von der Landwirtschaft. Wichtige Produkte sind Chili, Tabak (Virginia), Kaffee und Zitronengras.

### Aktuelle Bevölkerungsdaten
| Kecamatan     | Fläche     | Einwohner gesamt | Männer | Frauen | Dichte Einw. je km² | Sex Ratio (100 M/F) |
| ------------- | ---------- | ---------------- | ------ | ------ | ------------------- | ------------------- |
| Blangkejeren  | 154,15     | 31.379           | 15.644 | 15.735 | 203,6               | 99,42               |
| Kutapanjang   | 286,40     | 10.025           | 5.003  | 5.022  | 35,0                | 99,62               |
| Rikit Gaib    | 220,30     | 4.860            | 2.377  | 2.483  | 22,1                | 95,73               |
| Terangun      | 668,04     | 9.426            | 4.801  | 4.625  | 14,1                | 103,81              |
| Pining        | 1.605,32   | 5.068            | 2.599  | 2.469  | 3,2                 | 105,27              |
| Blangpegayon  | 247,20     | 7.114            | 3.588  | 3.526  | 28,8                | 101,76              |
| Puteri Betung | 729,88     | 9.480            | 4.809  | 4.671  | 13,0                | 102,95              |
| Dabun Gelang  | 492,79     | 7.016            | 3.461  | 3.555  | 14,2                | 97,36               |
| Blangjerango  | 346,72     | 7.672            | 3.837  | 3.835  | 22,1                | 100,05              |
| Teripe Jaya   | 494,15     | 5.748            | 2.912  | 2.836  | 11,6                | 102,68              |
| Pantan Cuaca  | 228,05     | 4.526            | 2.334  | 2.192  | 19,8                | 106,48              |
| GAYO LUES000  | 5.473,00 1 | 102.314          | 51.365 | 50.949 | 0.18,5              | 100,82              |

### Soziale Daten 2020
| Merkmal                                                           | Kabupaten         | 0Provinz Aceh0 |
| ----------------------------------------------------------------- | ----------------- | -------------- |
| Bev. unter der Armutsgrenze (indonesisch Penduduk miskin) (Tsd.)0 | 18,42             | 814,91         |
| Anteil der „armen Bevölkerung“ (%)                                | 19,32             | 014,99         |
| Arbeitslosenrate (%)                                              | 02,01             | 006,59         |
| Lebenserwartung (in Jahren)                                       | 65,47             | 069,93         |
| HDI-Index                                                         | 67,22             | 071,99         |
| Abhängigenquotient (%)                                            | 49,02             | 048,71         |
| Anteil der Altersgruppen                                          | 0nach Geschlecht0 | 0Gesamtanteil0 |
| Kinder (männl./weibl.) (%)                                        | 50,81 / 49,19     | 029,14         |
| arbeitsfähige Bevölkerung (männl./weibl.) (%)                     | 050,39 / 49,610   | 067,10         |
| Rentner und Pensionäre (männl./weibl.) (%)                        | 043,68 / 56,320   | 003,75         |
| Gesamtbevölkerung 2020 (%)                                        | 050,26 / 49,740   | 0100           |

## Geschichte
Mit dem Gesetz Nr. 4 des Jahres 2002 wurden in der Provinz Aceh fünf neue Kabupaten gegründet. Aus dem Kabupaten Aceh Tenggara wurde der neue Kabupaten Gayo Lues mit ursprünglich fünf Kecamatan gebildet. Die Einweihung erfolgte am 2. Juli 2002.
2004 entstanden sechs weitere Kecamatan durch Abspaltung von einigen Dörfern:
- Puteri Betung (9 Kampung), Dabun Gelang (8) und Blang Pegayon (9) aus dem Kec. Blangkerejen,
- Blang Jerango (8) aus dem Kec. Kuta Panjang,
- Tripe Jaya (6) aus dem Kec. Terangung sowie
- Pantan Cuaca (7) aus dem Kec. Rikit Gaib.[8][9]